# Auditore
Auditore är en ort och frazione i kommun Sassocorvaro Auditore i provinsen Pesaro e Urbino i regionen Marche i Italien.
Auditore var en kommen fram till den 1 januari 2019 när den tillsammans med kommunen Sassocorvaro bildade den nya kommunen Sassocorvaro Auditore.  Den tidigare kommunen hade 1 521 invånare (2018).